# Unicodeblock Gunjala Gondi
Der Unicodeblock Gunjala Gondi (U+11D60 bis U+11DAF) enthält die Schrift der Sprache Gondi, die zu den dravidischen Sprachen gehört.

## Liste
| Unicodenummer   | Zeichen (400 %) | Kategorie                               | Bidirektionale Klasse       | Offizielle Bezeichnung      | Beschreibung                   |
| --------------- | --------------- | --------------------------------------- | --------------------------- | --------------------------- | ------------------------------ |
| U+11D60 (73056) | 𑵠               | anderer Buchstabe, Silbe oder Ideogramm | links nach rechts           | GUNJALA GONDI LETTER A      | Gunjala-Gondi-Buchstabe A      |
| U+11D61 (73057) | 𑵡               | anderer Buchstabe, Silbe oder Ideogramm | links nach rechts           | GUNJALA GONDI LETTER AA     | Gunjala-Gondi-Buchstabe Aa     |
| U+11D62 (73058) | 𑵢               | anderer Buchstabe, Silbe oder Ideogramm | links nach rechts           | GUNJALA GONDI LETTER I      | Gunjala-Gondi-Buchstabe I      |
| U+11D63 (73059) | 𑵣               | anderer Buchstabe, Silbe oder Ideogramm | links nach rechts           | GUNJALA GONDI LETTER II     | Gunjala-Gondi-Buchstabe Ii     |
| U+11D64 (73060) | 𑵤               | anderer Buchstabe, Silbe oder Ideogramm | links nach rechts           | GUNJALA GONDI LETTER U      | Gunjala-Gondi-Buchstabe U      |
| U+11D65 (73061) | 𑵥               | anderer Buchstabe, Silbe oder Ideogramm | links nach rechts           | GUNJALA GONDI LETTER UU     | Gunjala-Gondi-Buchstabe Uu     |
| U+11D67 (73063) | 𑵧               | anderer Buchstabe, Silbe oder Ideogramm | links nach rechts           | GUNJALA GONDI LETTER EE     | Gunjala-Gondi-Buchstabe Ee     |
| U+11D68 (73064) | 𑵨               | anderer Buchstabe, Silbe oder Ideogramm | links nach rechts           | GUNJALA GONDI LETTER AI     | Gunjala-Gondi-Buchstabe Ai     |
| U+11D6a (73066) | 𑵪               | anderer Buchstabe, Silbe oder Ideogramm | links nach rechts           | GUNJALA GONDI LETTER OO     | Gunjala-Gondi-Buchstabe Oo     |
| U+11D6B (73067) | 𑵫               | anderer Buchstabe, Silbe oder Ideogramm | links nach rechts           | GUNJALA GONDI LETTER AU     | Gunjala-Gondi-Buchstabe Au     |
| U+11D6C (73068) | 𑵬               | anderer Buchstabe, Silbe oder Ideogramm | links nach rechts           | GUNJALA GONDI LETTER YA     | Gunjala-Gondi-Buchstabe Ya     |
| U+11D6D (73069) | 𑵭               | anderer Buchstabe, Silbe oder Ideogramm | links nach rechts           | GUNJALA GONDI LETTER VA     | Gunjala-Gondi-Buchstabe Va     |
| U+11D6E (73070) | 𑵮               | anderer Buchstabe, Silbe oder Ideogramm | links nach rechts           | GUNJALA GONDI LETTER BA     | Gunjala-Gondi-Buchstabe Ba     |
| U+11D6F (73071) | 𑵯               | anderer Buchstabe, Silbe oder Ideogramm | links nach rechts           | GUNJALA GONDI LETTER BHA    | Gunjala-Gondi-Buchstabe Bha    |
| U+11D70 (73072) | 𑵰               | anderer Buchstabe, Silbe oder Ideogramm | links nach rechts           | GUNJALA GONDI LETTER MA     | Gunjala-Gondi-Buchstabe Ma     |
| U+11D71 (73073) | 𑵱               | anderer Buchstabe, Silbe oder Ideogramm | links nach rechts           | GUNJALA GONDI LETTER KA     | Gunjala-Gondi-Buchstabe Ka     |
| U+11D72 (73074) | 𑵲               | anderer Buchstabe, Silbe oder Ideogramm | links nach rechts           | GUNJALA GONDI LETTER KHA    | Gunjala-Gondi-Buchstabe Kha    |
| U+11D73 (73075) | 𑵳               | anderer Buchstabe, Silbe oder Ideogramm | links nach rechts           | GUNJALA GONDI LETTER TA     | Gunjala-Gondi-Buchstabe Ta     |
| U+11D74 (73076) | 𑵴               | anderer Buchstabe, Silbe oder Ideogramm | links nach rechts           | GUNJALA GONDI LETTER THA    | Gunjala-Gondi-Buchstabe Tha    |
| U+11D75 (73077) | 𑵵               | anderer Buchstabe, Silbe oder Ideogramm | links nach rechts           | GUNJALA GONDI LETTER LA     | Gunjala-Gondi-Buchstabe La     |
| U+11D76 (73078) | 𑵶               | anderer Buchstabe, Silbe oder Ideogramm | links nach rechts           | GUNJALA GONDI LETTER GA     | Gunjala-Gondi-Buchstabe Ga     |
| U+11D77 (73079) | 𑵷               | anderer Buchstabe, Silbe oder Ideogramm | links nach rechts           | GUNJALA GONDI LETTER GHA    | Gunjala-Gondi-Buchstabe Gha    |
| U+11D78 (73080) | 𑵸               | anderer Buchstabe, Silbe oder Ideogramm | links nach rechts           | GUNJALA GONDI LETTER DA     | Gunjala-Gondi-Buchstabe Da     |
| U+11D79 (73081) | 𑵹               | anderer Buchstabe, Silbe oder Ideogramm | links nach rechts           | GUNJALA GONDI LETTER DHA    | Gunjala-Gondi-Buchstabe Dha    |
| U+11D7a (73082) | 𑵺               | anderer Buchstabe, Silbe oder Ideogramm | links nach rechts           | GUNJALA GONDI LETTER NA     | Gunjala-Gondi-Buchstabe Na     |
| U+11D7B (73083) | 𑵻               | anderer Buchstabe, Silbe oder Ideogramm | links nach rechts           | GUNJALA GONDI LETTER CA     | Gunjala-Gondi-Buchstabe Ca     |
| U+11D7C (73084) | 𑵼               | anderer Buchstabe, Silbe oder Ideogramm | links nach rechts           | GUNJALA GONDI LETTER CHA    | Gunjala-Gondi-Buchstabe Cha    |
| U+11D7D (73085) | 𑵽               | anderer Buchstabe, Silbe oder Ideogramm | links nach rechts           | GUNJALA GONDI LETTER TTA    | Gunjala-Gondi-Buchstabe Tta    |
| U+11D7E (73086) | 𑵾               | anderer Buchstabe, Silbe oder Ideogramm | links nach rechts           | GUNJALA GONDI LETTER TTHA   | Gunjala-Gondi-Buchstabe Ttha   |
| U+11D7F (73087) | 𑵿               | anderer Buchstabe, Silbe oder Ideogramm | links nach rechts           | GUNJALA GONDI LETTER LLA    | Gunjala-Gondi-Buchstabe Lla    |
| U+11D80 (73088) | 𑶀               | anderer Buchstabe, Silbe oder Ideogramm | links nach rechts           | GUNJALA GONDI LETTER JA     | Gunjala-Gondi-Buchstabe Ja     |
| U+11D81 (73089) | 𑶁               | anderer Buchstabe, Silbe oder Ideogramm | links nach rechts           | GUNJALA GONDI LETTER JHA    | Gunjala-Gondi-Buchstabe Jha    |
| U+11D82 (73090) | 𑶂               | anderer Buchstabe, Silbe oder Ideogramm | links nach rechts           | GUNJALA GONDI LETTER DDA    | Gunjala-Gondi-Buchstabe DDa    |
| U+11D83 (73091) | 𑶃               | anderer Buchstabe, Silbe oder Ideogramm | links nach rechts           | GUNJALA GONDI LETTER DDHA   | Gunjala-Gondi-Buchstabe Ddha   |
| U+11D84 (73092) | 𑶄               | anderer Buchstabe, Silbe oder Ideogramm | links nach rechts           | GUNJALA GONDI LETTER NGA    | Gunjala-Gondi-Buchstabe Nga    |
| U+11D85 (73093) | 𑶅               | anderer Buchstabe, Silbe oder Ideogramm | links nach rechts           | GUNJALA GONDI LETTER PA     | Gunjala-Gondi-Buchstabe Pa     |
| U+11D86 (73094) | 𑶆               | anderer Buchstabe, Silbe oder Ideogramm | links nach rechts           | GUNJALA GONDI LETTER PHA    | Gunjala-Gondi-Buchstabe Pha    |
| U+11D87 (73095) | 𑶇               | anderer Buchstabe, Silbe oder Ideogramm | links nach rechts           | GUNJALA GONDI LETTER HA     | Gunjala-Gondi-Buchstabe Ha     |
| U+11D88 (73096) | 𑶈               | anderer Buchstabe, Silbe oder Ideogramm | links nach rechts           | GUNJALA GONDI LETTER RA     | Gunjala-Gondi-Buchstabe Ra     |
| U+11D89 (73097) | 𑶉               | anderer Buchstabe, Silbe oder Ideogramm | links nach rechts           | GUNJALA GONDI LETTER SA     | Gunjala-Gondi-Buchstabe Sa     |
| U+11D8A (73098) | 𑶊                | Markierung mit Extrabreite              | links nach rechts           | GUNJALA GONDI VOWEL SIGN AA | Gunjala-Gondi-Vokalzeichen Aa  |
| U+11D8B (73099) | 𑶋                | Markierung mit Extrabreite              | links nach rechts           | GUNJALA GONDI VOWEL SIGN I  | Gunjala-Gondi-Vokalzeichen I   |
| U+11D8C (73100) | 𑶌                | Markierung mit Extrabreite              | links nach rechts           | GUNJALA GONDI VOWEL SIGN II | Gunjala-Gondi-Vokalzeichen Ii  |
| U+11D8D (73101) | 𑶍                | Markierung mit Extrabreite              | links nach rechts           | GUNJALA GONDI VOWEL SIGN U  | Gunjala-Gondi-Vokalzeichen U   |
| U+11D8E (73102) | 𑶎                | Markierung mit Extrabreite              | links nach rechts           | GUNJALA GONDI VOWEL SIGN UU | Gunjala-Gondi-Vokalzeichen Uu  |
| U+11D90 (73104) | 𑶐                | Markierung ohne Extrabreite             | Markierung ohne Extrabreite | GUNJALA GONDI VOWEL SIGN EE | Gunjala-Gondi-Vokalzeichen Ee  |
| U+11D91 (73105) | 𑶑                | Markierung ohne Extrabreite             | Markierung ohne Extrabreite | GUNJALA GONDI VOWEL SIGN AI | Gunjala-Gondi-Vokalzeichen Ai  |
| U+11D93 (73107) | 𑶓                | Markierung mit Extrabreite              | links nach rechts           | GUNJALA GONDI VOWEL SIGN OO | Gunjala-Gondi-Vokalzeichen Oo  |
| U+11D94 (73108) | 𑶔                | Markierung mit Extrabreite              | links nach rechts           | GUNJALA GONDI VOWEL SIGN AU | Gunjala-Gondi-Vokalzeichen Au  |
| U+11D95 (73109) | 𑶕                | Markierung ohne Extrabreite             | Markierung ohne Extrabreite | GUNJALA GONDI SIGN ANUSVARA | Gunjala-Gondi-Zeichen Anusvara |
| U+11D96 (73110) | 𑶖                | Markierung mit Extrabreite              | links nach rechts           | GUNJALA GONDI SIGN VISARGA  | Gunjala-Gondi-Zeichen Visarga  |
| U+11D97 (73111) | 𑶗                | Markierung ohne Extrabreite             | Markierung ohne Extrabreite | GUNJALA GONDI VIRAMA        | Gunjala-Gondi-Zeichen Virama   |
| U+11D98 (73112) | 𑶘               | anderer Buchstabe, Silbe oder Ideogramm | links nach rechts           | GUNJALA GONDI OM            | Gunjala-Gondi-Zeichen Om       |
| U+11DA0 (73120) | 𑶠               | Dezimalziffer                           | links nach rechts           | GUNJALA GONDI DIGIT ZERO    | Gunjala-Gondi-Ziffer Null      |
| U+11DA1 (73121) | 𑶡               | Dezimalziffer                           | links nach rechts           | GUNJALA GONDI DIGIT ONE     | Gunjala-Gondi-Ziffer Eins      |
| U+11DA2 (73122) | 𑶢               | Dezimalziffer                           | links nach rechts           | GUNJALA GONDI DIGIT TWO     | Gunjala-Gondi-Ziffer Zwei      |
| U+11DA3 (73123) | 𑶣               | Dezimalziffer                           | links nach rechts           | GUNJALA GONDI DIGIT THREE   | Gunjala-Gondi-Ziffer Drei      |
| U+11DA4 (73124) | 𑶤               | Dezimalziffer                           | links nach rechts           | GUNJALA GONDI DIGIT FOUR    | Gunjala-Gondi-Ziffer Vier      |
| U+11DA5 (73125) | 𑶥               | Dezimalziffer                           | links nach rechts           | GUNJALA GONDI DIGIT FIVE    | Gunjala-Gondi-Ziffer Fünf      |
| U+11DA6 (73126) | 𑶦               | Dezimalziffer                           | links nach rechts           | GUNJALA GONDI DIGIT SIX     | Gunjala-Gondi-Ziffer Sechs     |
| U+11DA7 (73127) | 𑶧               | Dezimalziffer                           | links nach rechts           | GUNJALA GONDI DIGIT SEVEN   | Gunjala-Gondi-Ziffer Sieben    |
| U+11DA8 (73128) | 𑶨               | Dezimalziffer                           | links nach rechts           | GUNJALA GONDI DIGIT EIGHT   | Gunjala-Gondi-Ziffer Acht      |
| U+11DA9 (73129) | 𑶩               | Dezimalziffer                           | links nach rechts           | GUNJALA GONDI DIGIT NINE    | Gunjala-Gondi-Ziffer Neun      |